# Dreifaltigkeitskirche (Frankfurt am Main)

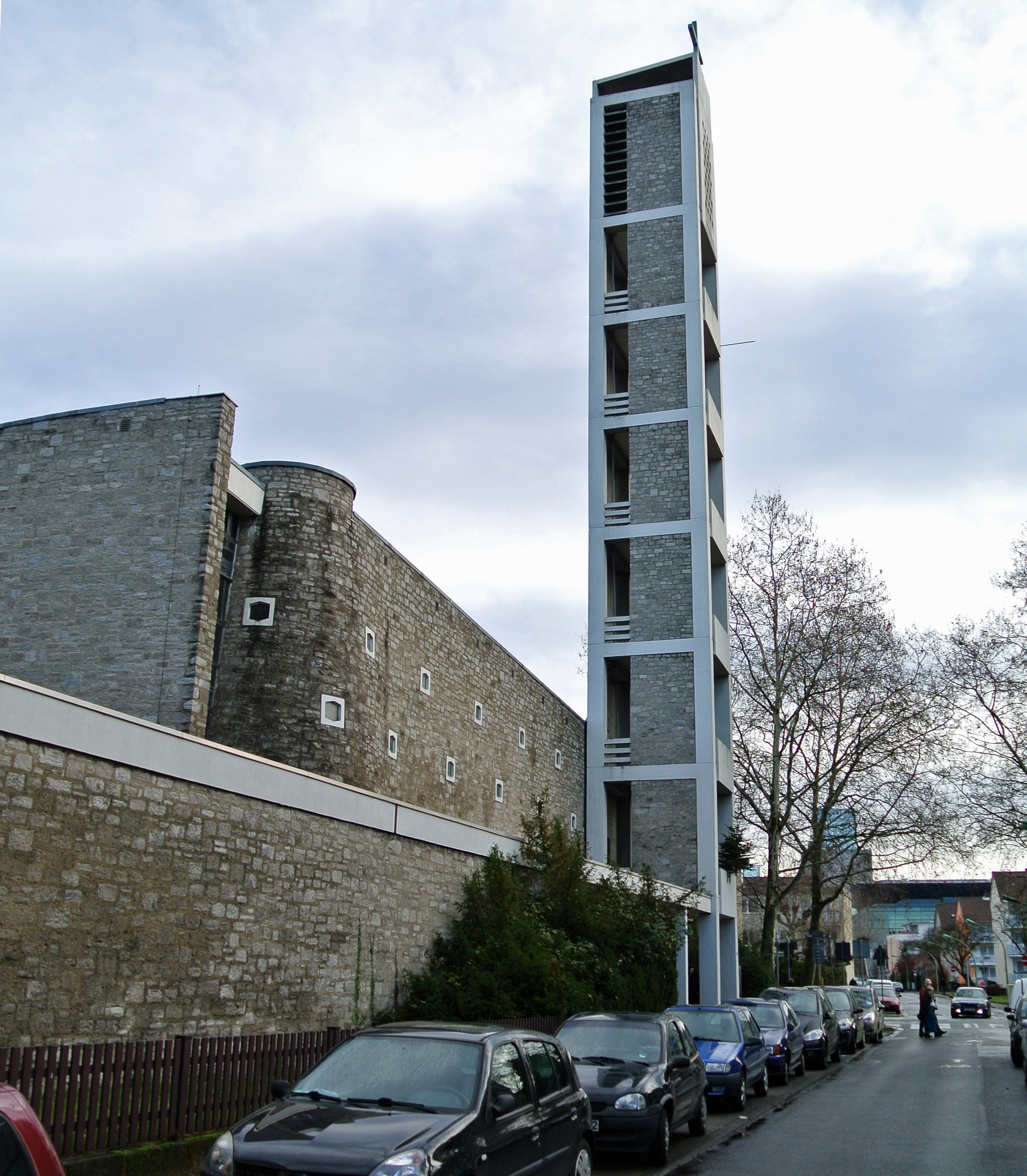
Dreifaltigkeitskirche

Die evangelische Dreifaltigkeitskirche im Frankfurter Stadtteil Bockenheim in der Kuhwaldsiedlung wurde am 2. Oktober 1966 eingeweiht. In Frankfurt gibt es ebenso auch eine katholische Dreifaltigkeitskirche der Kath. Pfarrgemeinde Frankfurt-Nied.

## Vorgängerbauten
Mit dem Bau der Kuhwaldsiedlung Anfang der 1920er Jahre im Süden Bockenheims wuchs die Bevölkerung an und es entstand der Bedarf für eine neue Kirchengemeinde. Nach Gründung der Dreifaltigkeitsgemeinde wurde im April 1930 in der Franklinstraße Ecke Bismarckallee eine einfache Kirche nach Plänen des Synodalbaumeisters Fritz Schöppe erstellt. Das in Holztafelbau errichtete Gebäude wurde durch Bombenangriffe im Jahr 1944 zerstört.
1951 wurde in der Solmsstraße unweit des alten Bockenheimer Friedhofs für die Gemeinde wiederum ein bescheidenes Gotteshaus nach Plänen des Architekten Ernst Görcke erstellt. Die Kirche war als Prototyp für weitere Bauten im Montagesystem vorgesehen, fand aber wohl keine Nachfolger. Nachdem 1966 die Dreifaltigkeitsgemeinde in ihr neues Gotteshaus in der Kuhwaldsiedlung umzog, nutzt die griechisch-orthodoxe Gemeinde das Gebäude. Das neue, die Friedrich-Naumann-Straße überbrückende Gemeindehaus der Dreifaltigkeitsgemeinde wurde bis 1977 fertiggestellt. Auch feiert hier sonntags die kleine rumänisch-orthodoxe Gemeinde im Kuhwald unregelmäßig ihren dreistündigen Gottesdienst.

## Architektur

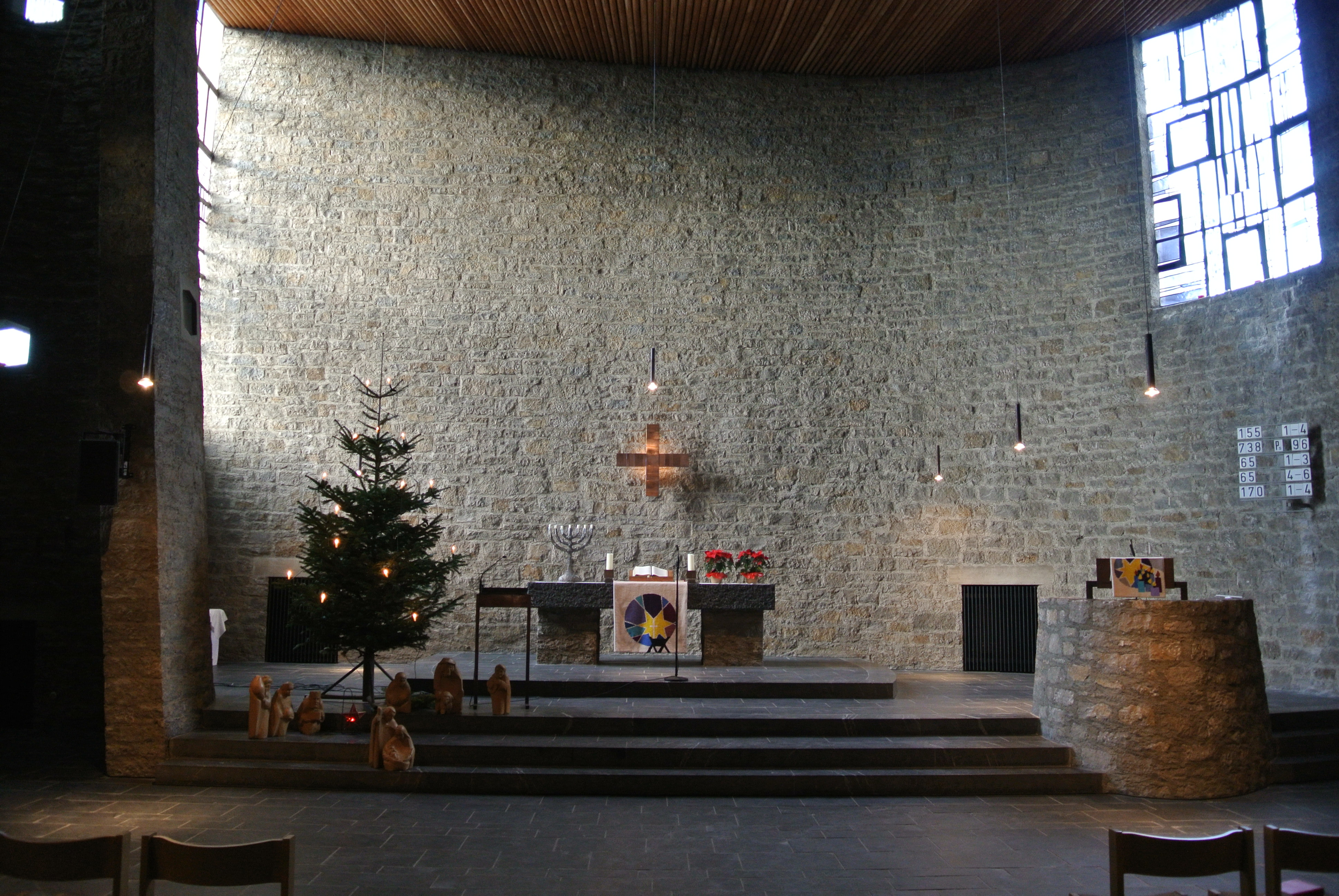
Altarwand

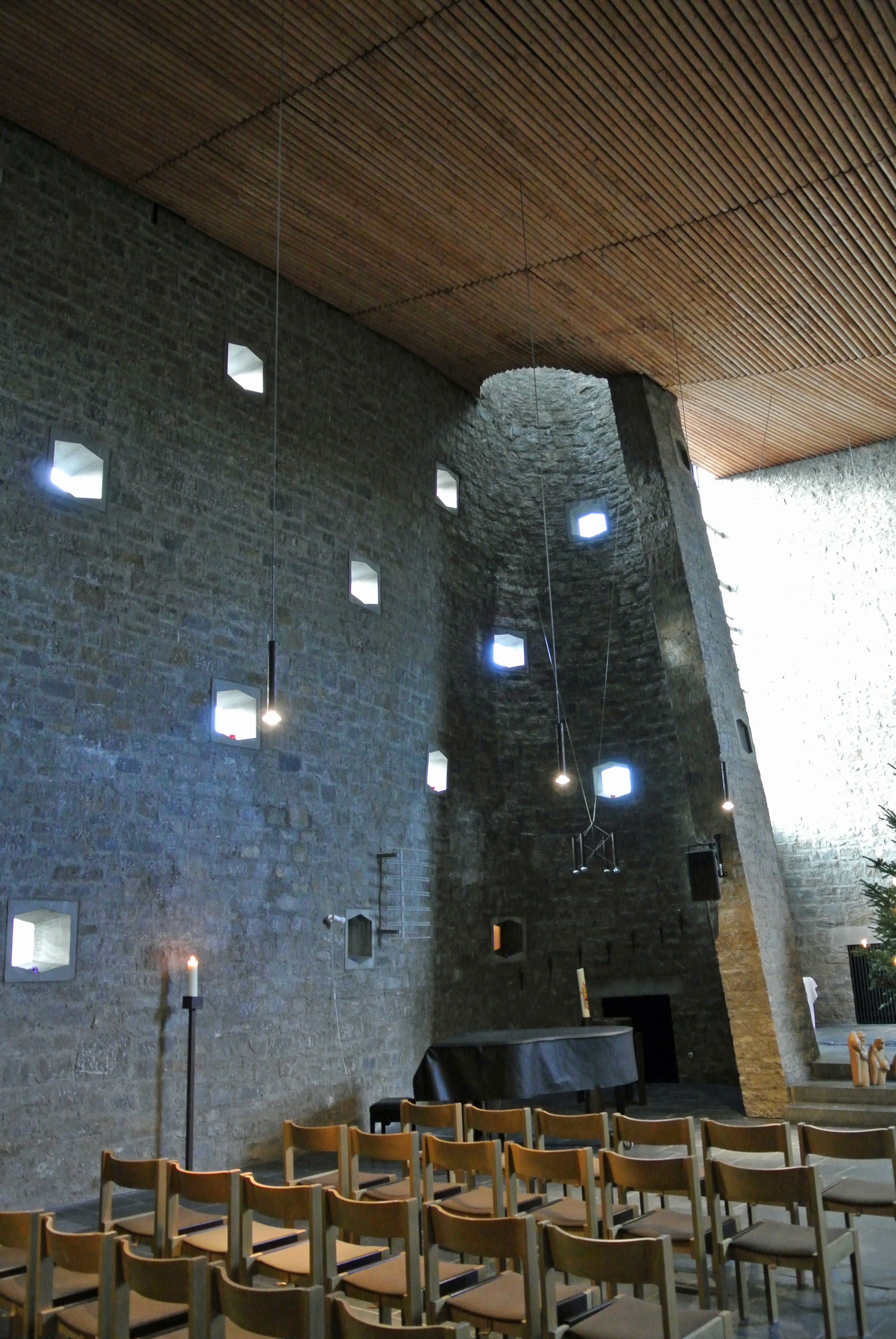
Taufkapelle

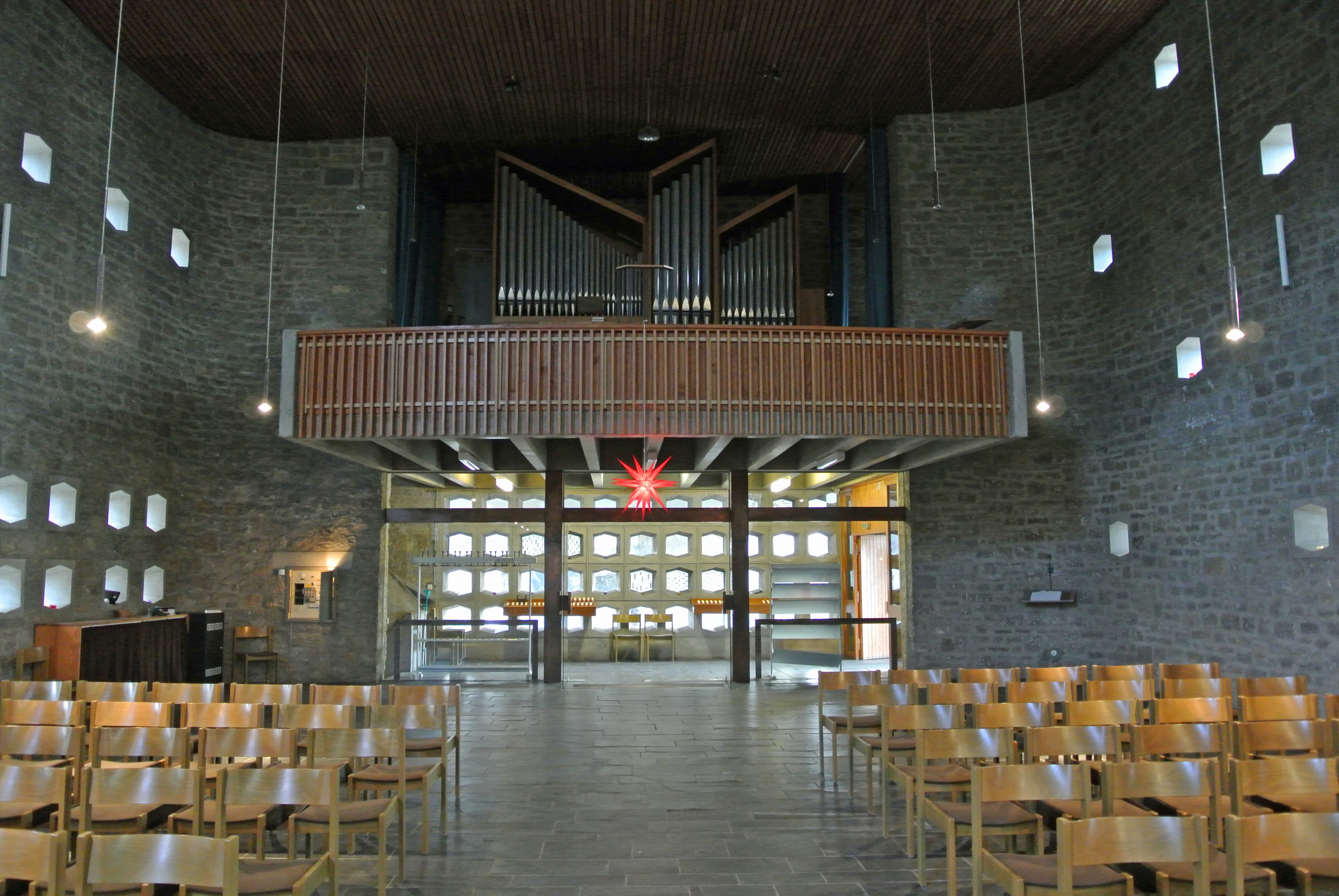
Eingang und Orgelempore

Die Kirche in der Funckstraße liegt am zentralen Platz der Kuhwaldsiedlung und wird durch ein Gemeindehaus ergänzt. Der Gemeindesaal überspannt als Brückengebäude die Friedrich-Naumann-Straße, was eine städtebauliche Besonderheit darstellt. Der Gebäudekomplex entstand nach Plänen des Architekten Werner W. Neumann.
Das äußere Erscheinungsbild der Kirche ist gekennzeichnet durch einen flach gedeckten Baukörper aus Muschelkalkstein mit kleinen sechseckigen Fenstern und einem runden Wandelement an der südwestlichen Gebäudeecke. Der vierzig Meter hohe Glockenturm ist durch ein Vordach mit der Kirche verbunden und markiert deren Eingang. Von hier gelangt man in ein Foyer.
Rechtwinklig dazu tritt man in den Innenraum der Kirche der ebenfalls von Natursteinwänden geprägt ist. Kennzeichnend ist die besondere Lichtführung. Ein großes Fenster im Südwesten lässt viel Licht in den Altarraum einfallen. Die etwa vierzig kleinen sechseckigen Fenster in Süd- und Nordwand sorgen ansonsten für eine zurückhaltende Beleuchtung. Sie sind auf der einen Seite regelmäßig und in der anderen Wand unregelmäßig angeordnet. Sämtliche Fenster wurden von Hans Heinrich Adam geschaffen. Eine runde wandhohe Nische in der Südwand mit kleinen Fenstern bildet die Taufkapelle. Die Decke ist baldachinartig und besteht aus akustischen Gründen aus Holzleisten. Die Bestuhlung bietet etwa 330 Personen Platz.

## Ausstattung
Altar, Kanzel und Taufstein wurden nach Entwürfen des Architekten gefertigt. Die israelische Bildhauerin Yona Palombo stellte den siebenarmigen Leuchter her. Die Orgel mit 25 Registern und zwei Manualen stammt von den Gebrüdern Hillebrand.

## Gemeinde
Die Dreifaltigkeitsgemeinde wurde im August 1929 aus dem südlichen Teil des Bockenheimer Gemeindegebiets gebildet. Erster Pfarrer war Otto Fricke, ein Mitglied der Bekennenden Kirche. Der Theologe Heinz Welke, ebenfalls von der Bekennenden Kirche, war von 1939 bis 1944 Pfarrvikar der Dreifaltigkeitsgemeinde. Er und der Arzt Fritz Kahl bildeten in den Jahren 1942 bis 1944 ein Netzwerk zur Rettung von Juden.
Bis 1990 war der Kirchenlieddichter Eugen Eckert Vikar in der Gemeinde.